# Apotropis tricarinata
Apotropis tricarinata är en insektsart som först beskrevs av Carl Stål 1878.  Apotropis tricarinata ingår i släktet Apotropis och familjen gräshoppor. Inga underarter finns listade i Catalogue of Life.